# Xian autonome mandchou et mongol de Weichang

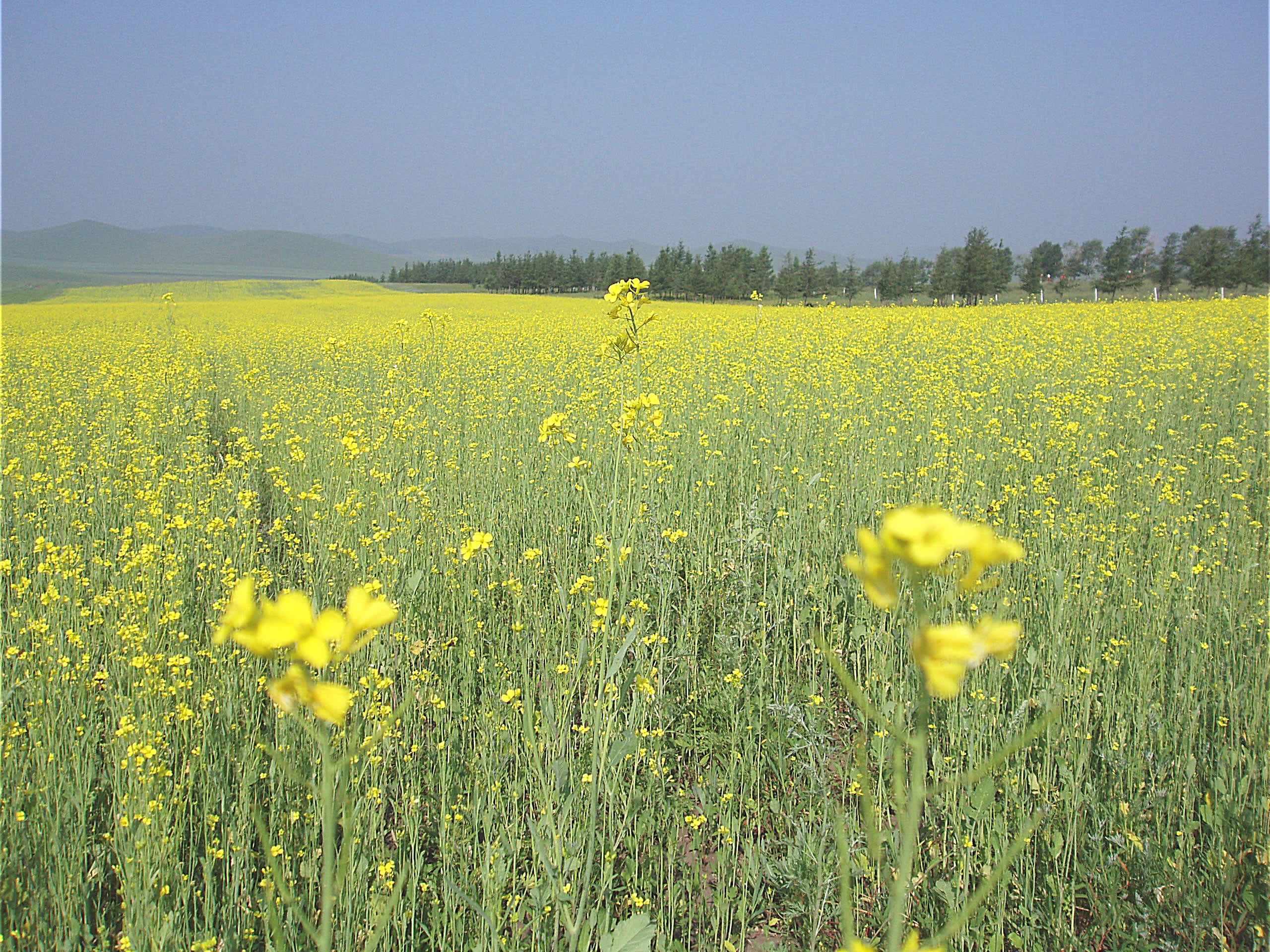
Prairie dans le parc national de Saihanba

Le xian autonome mandchou et mongol de Weichang (围场满族蒙古族自治县 ; pinyin : Wéichǎng mǎnzú měnggǔzú Zìzhìxiàn) est un district administratif de la province chinoise du Hebei. Il est placé sous la juridiction de la ville-préfecture de Chengde.

## Démographie
La population du district était de 509 169 habitants en 1999.